# Епархия Цзяи
Епархия Цзяи (лат. Dioecesis Kiayiensis) — епархия Римско-Католической Церкви с центром в городе Цзяи, Китайская Республика. Епархия Цзяи входит в митрополию Тайбэя. Кафедральным собором епархии Цзяи является церковь святого Иоанна в городе Цзяи.

## История
17 августа 1952 года Римский папа Пий XII издал буллу «Ne nimia Missionum», которой учредил апостольскую префектуру Цзяи, выделив её из апостольской префектуры Гаосюна (сегодня — Епархия Гаосюна).
16 апреля 1962 года Римский папа Иоанн XXIII издал буллу «Cum Apostolica», которой преобразовал апостольскую префектуру Цзяи в епархию.

## Ординарии епархии
- епископ Матфей Цзя Яньвэнь (21.05.1970 — 14.12.1974) — назначен епископом Хуаляня;
- епископ Иосиф Ди Ган (21.06.1975 — 3.05.1985);
- епископ Иосиф Линь Тяньчжу (25.11.1985 — 4.03.1994);
- епископ Пётр Лю Чжэнчжун (1.07.1994 — 5.07.2004);
- епископ Иоанн Хун Шаньчуан SVD[1] (16.01.2006 — 9.11.2007) — назначен архиепископом Тайбэя;
- епископ Томас Чжун Аньцзу (24.01.2008 — 23.05.2020) - назначен архиепископом Тайбэя;
- епископ Норберт Пу (15.02.2022 — по настоящее время).

## Источник
- Annuario Pontificio, Libreria Editrice Vaticana, Città del Vaticano, 2003, ISBN 88-209-7422-3
- Булла Ne nimia Missionum, AAS 44 (1952), стр. 855  (лат.)
- Булла Cum Apostolica, AAS 55 (1963), стр. 131  (лат.)